# Legio IV Macedonica
Legio IV Macedonica – legion rzymski sformowany przez Pompejusza w 65 p.n.e., później Legio IV Scythica.
Za rządów Oktawiana Augusta stacjonował w Hiszpanii. Po powstaniu Batawów (70) rozwiązany. Później odtworzony jako Legio IV Scythica.